# The Blueprint
| Críticas profissionais | Críticas profissionais |
| Avaliações da crítica  | Avaliações da crítica  |
| Fonte                  | Avaliação              |
| ---------------------- | ---------------------- |
| Allmusic               | [ 1 ]                  |
| Robert Christgau       | A−                     |
| Entertainment Weekly   | B−                     |
| NME                    | (8/10)                 |
| Pitchfork Media        | (8.7/10)               |
| PopMatters             | (favorável)            |
| Rolling Stone          | [ 7 ]                  |
| USA Today              | [ 8 ]                  |
| Vibe                   | [ 9 ]                  |
| The Washington Post    | (favorável)            |

The Blueprint é o sexto álbum de estúdio do rapper Jay-Z lançado em 11 de setembro de 2001. Este álbum está na lista dos 200 álbuns definitivos no Rock and Roll Hall of Fame. Seu lançamento foi posto para uma semana antes do planejado para combater a pirataria. As seções de gravação para o álbum aconteceram durante 2001 no Manhattan Center Studios e Baseline Studios em Nova Iorque. Em contraste com o som feito para o rádio do trabalho anterior de Jay-Z, The Blueprint apresenta sampling baseado em soul e produção tratada primeiramente por Kanye West e Just Blaze. Na época da gravação, Jay-Z estava esperando dois julgamentos, um por porte de armas e outro por agressão, e havia se tornado um dos artistas de hip hop mais insultados, recebendo insultos de rappers como Nas, Prodigy, e Jadakiss.
Apesar de seu lançamento ter coincidido com os ataques de 11 de setembro, The Blueprint vendeu mais de 420.000 cópias na semana de lançamento, se tornando o quarto álbum consecutivo de Jay-Z a chegar ao número um da parada musical Billboard 200. Foi certificado platina dupla já que as vendas chegaram a mais de dois milhões de unidades nos E.U.A. O álbum recebeu a perfeita avaliação "XXL" da revista XXL, enquanto a revista The Source premiou The Blueprint com a clássica nota de 5 microfones. The Blueprint recebeu aclamação geral da maioria dos críticos de música, baseado em uma média de 88/100 do Metacritic. Em 2003, o álbum foi eleito o número 464 na lista dos 500 melhores álbuns de todos os tempos da revista Rolling Stone. Em 2010, Pitchfork Media elegeu o álbum o número 5 na sua lista dos Top 200 Álbuns dos Anos 2000. As vendas do álbum eram de 2.711.000 até Fevereiro de 2012.

## Faixas
| #                       | Título                              | Produtor(es) | Samples e notações                                             | Duração |
| ----------------------- | ----------------------------------- | ------------ | -------------------------------------------------------------- | ------- |
| 1                       | "The Ruler's Back"                  | Bink         | - Contém interpolação de "The Ruler's Back" de Slick Rick      | 3:50    |
| 2                       | "Takeover"                          | Kanye West   | - Contém interpolação de "Fame" de David Bowie                 | 5:13    |
| 3                       | "Izzo (H.O.V.A.)"                   | Kanye West   | - "I Want You Back" de Jackson 5                               | 4:00    |
| 4                       | "Girls, Girls, Girls"               | Just Blaze   | - "High Power Rap" de Crash Crew                               | 4:35    |
| 5                       | "Jigga That Nigga"                  | Trackmasters |                                                                | 3:24    |
| 6                       | "U Don't Know"                      | Just Blaze   | - "I'm Not to Blame" de Bobby Byrd                             | 3:19    |
| 7                       | "Hola' Hovito"                      | Timbaland    |                                                                | 4:33    |
| 8                       | "Heart of the City (Ain't No Love)" | Kanye West   | - "Ain't No Love in the Heart of the City" de Bobby Blue Bland | 3:43    |
| 9                       | "Never Change"                      | Kanye West   | - "Common Man" de David Ruffin                                 | 3:59    |
| 10                      | "Song Cry"                          | Just Blaze   | - "Sounds Like a Love Song" de Bobby Glenn                     | 5:04    |
| 11                      | "All I Need"                        | Bink         | - "I Can't Break Away" de Natalie Cole                         | 4:29    |
| 12                      | "Renegade" (featuring Eminem)       | Eminem       | - Remake de "Renegades" de Bad Meets Evil                      | 5:38    |
| 13                      | "Blueprint (Momma Loves Me)"        | Bink         | - "Free at Last" de Al Green                                   | 3:41    |
| Faixas bônus escondidas |                                     |              |                                                                |         |
| *                       | "Breathe Easy (Lyrical Exercise)"   | Just Blaze   | - "Got to Find My Own Place" de Stanley Clarke                 | 3:45    |
| *                       | "Girls, Girls, Girls" (Part 2)      | Kanye West   | - "Trying Girls Out" de The Persuaders                         | 4:14    |

## Histórico nas paradas

### Posições nas paradas musicais
| Parada musical (2001)       | Melhor posição |
| --------------------------- | -------------- |
| Canadian Albums Chart       | 3              |
| U.S. Billboard 200          | 1              |
| U.S. Top R&B/Hip Hop Albums | 1              |

| Ano  | Canção                | Posições nas paradas musicais | Posições nas paradas musicais    | Posições nas paradas musicais |
| Ano  | Canção                | Billboard Hot 100             | Hot R&B/Hip-Hop Singles & Tracks | Hot Rap Singles               |
| ---- | --------------------- | ----------------------------- | -------------------------------- | ----------------------------- |
| 2001 | "Izzo (H.O.V.A.)"     | 8                             | 4                                | 7                             |
| 2001 | "Girls, Girls, Girls" | 17                            | 4                                | 9                             |
| 2002 | "Jigga That Nigga"    | 66                            | 27                               | 7                             |
| 2002 | "Song Cry"            | -                             | 45                               | -                             |